# Coral Campopiano
Coral Campopiano es una cantante, compositora, multiinstrumentista y actriz argentina. Editó 7 discos de estudio y desarrolló la mayor parte de su carrera en Estados Unidos.

## Historia
Nació en la Ciudad de Buenos Aires y a muy temprana edad inició su carrera actoral y musical. Entre los 8 y 16 años estudió canto con Norberto Mazza y guitarra, composición y teatro en el instituto Ricardo Rojas. A los 13 años comenzó a tocar en la escena underground y a grabar jingles comerciales profesionalmente. Sus influencias musicales más notables han sido desde el jazz y folk, la bossa-nova brasileña, el pop americano y el rock inglés. El disco se terminó de grabar y mezclar en 2000 en Buenos Aires y cuenta con 12 temas originales en español.
Desarrolló la mayor parte de esta en Estados Unidos. Compartió escenario con John Legend, Joss Stone, Juanes, Bebel Gilberto, Julieta Venegas, Vicentico, Ratones Paranoicos, Auténticos Decadentes, Babasónicos, Joe Vasconcellos y Natalia Lafourcade, entre otros.
A los 13 años firmó su primer contrato discográfico con Sony BMG y grabó el álbum Salir a caminar.
En 2006 lanzó su segundo disco, La Tercera, a través del sello Pop Art. El primer corte de difusión fue el tema Abril. Ese mismo año, grabó su primer EP en inglés Inside the C cuyo corte de difusión fue Break and give in.
En septiembre de 2009, Coral se radica en Buenos Aires y lanza su nuevo disco “Volver” en la Argentina.  El disco está compuesto por 9 canciones en español y 3 en inglés de su autoría, producidos por, entre otros, Itaal Shur (Grammy award), y Pete Miser (Dido). El lanzamiento contó con apoyo radial, de vía pública, relaciones públicas, medios gráficos, TV por cable (4 videos producidos), TV abierta (Pol-ka), y varios shows en vivo (Hot Festival, 9 de Julio por el Bicentenario y otros). “Volver” fue nominado como mejor álbum pop femenino para los Premios Gardel 2010.
En octubre de 2012, Coral edita su nuevo disco "Rock & Dolls", el disco más representativo de su carrera. Un disco musicalmente amplio, energético, divertido y vulnerable a la vez; el justo balance entre el lado "Rock" y el lado "Dolls" (femenino). "Rock & Dolls" fue escrito, grabado y producido en las ciudades de Nueva York y Buenos Aires. Todas las canciones fueron escritas por Coral y coproducidas por ella misma junto a Hernán Calvo, Itaal Shur (Santana) y Michael Bellar (As is Ensamble). Cuenta con exquisitos invitados como Juanchi Baleirón (Los Pericos), Juan Manuel Moretti (Estelares) y Stuka (Los Violadores). El lanzamiento contara con apoyo radial, de relaciones públicas, medios gráficos, videoclips de los cortes y varios shows en vivo, entre ellos, le abrió con gran éxito y repercusión a Joss Stone dos noches en el Luna Park.
Su quinto álbum, Lights, salió en 2015, fue compuesto y producido entre Nueva York y Buenos Aires. Su corte de difusión fue el tema Free presentado en el Súper clásico del fútbol argentino River Vs. Boca en el Estadio Mario Alberto Kempes.
En septiembre de 2016 Coral Edita su sexto álbum de estudio, “LIGHTS”, Es el quinto álbum de estudio de Coral, y está compuesto y producido entre Nueva York y Buenos Aires. “LIGHTS” es un álbum Dance, poderoso, desinhibido, energético y divertido donde Coral  nos lleva por  un viaje donde de principio a fin, solo hay lugar para pasarla bien. Su primer corte "Lights”, tema que le dio nombre al disco, sonó en las radios más importantes del país, en los programas de televisión más vistos  y sus remixes musicalizaron los Night Clubs más destacados.  Lights son 11 canciones, en inglés, español,  cuenta con un remix del Dj NYC Beats y hasta una versión intima y down tempo de Free, segundo corte del Álbum. LIGHTS fue escrito por Coral y producido por Coral y Hernán Calvo. 
En octubre de 2016 Coral Campopiano  lanza para el verano el sencillo "Give Me Your Love", un Hit bailable, positivo, super musical y divertido, mezcla de Disco y 50's, escrito por Coral Campopiano junto con la multi premiada Karen Oliver y Producido por el reconocido Sebastián Bazan. 
El hit fue masterizado por Tom Coyn (Adele, Rihanna, David Guetta) y comienza su exitosa rotación  en todas las radios, TV y boliches del país.
En 2018 editó Feels So Right, su séptimo álbum de estudio junto a Sebastián Bazán y Karen Oliver. Como adelanto de su nuevo trabajo, a fines de 2017, estrenó el sencillo que le da nombre al disco con un nuevo video “Feels so Right”.
En 2019 editó Salto Mortal y su versión en inglés, Let Me Go. Salto Mortal, el primer corte del octavo álbum de estudio de Coral Campopino, fue un himno e internacional y el video fue visto por casi medio millón de personas.
el tema roto por todas las radios y medios y la llevó a presentarlo en los Martin Fierro Digital, en la fiesta de Caras en Punta del Este en la terraza de Enjoy. 
También se presentó en el Teatro Colon, 3 veces en el marco del Festival Únicos junto a estrellas como Alejandro Lerner, Jairo, Elena Roger, Lito Vitale, León Gieco, David Lebón entre otros.

## Discografía

### Álbumes
- 1998: Salir a caminar.
- 2006: La tercera.
- 2010: Volver.
- 2012: Rock & Dolls.
- 2015: Lights.
- 2018: Feels So Right.
- 2019: Salto mortal y Let me go.
- 2020: Fosforescente y Ghost.

### EP
2006: Inside the C.
2022 "Mejor Que Tu Amor" a Duo con Jorge Serrano
2023 "Dimelo Ayer"  a Duo con Cucho Parisi.
2024 "Tengo Tu Amor" a Duo con Manuel Moretti.
2025 Hits Bailables en ingles "Call Me" y "Any Longer"